# 78 Diana
A 78 Diana a Naprendszer kisbolygóövében található aszteroida. Karl Theodor Robert Luther fedezte fel 1863. március 15-én.